# Exocentrus pilosicornis
Exocentrus pilosicornis là một loài bọ cánh cứng trong họ Cerambycidae.